# Alzing
Alzing (deutsch Alzingen, lothringisch Oljhéngen) ist eine französische Gemeinde mit 401 Einwohnern (Stand 1. Januar 2022) im Département Moselle in der Region Grand Est (bis 2015 Lothringen).

## Geographie
Der Ort liegt im Norden Lothringens, etwa 40 Kilometer nordöstlich von Metz,  13  Kilometer nördlich von Boulay-Moselle (Bolchen) und zwei Kilometer südöstlich von Bouzonville (Busendorf) am Alzinger Bach sowie sieben Kilometer von der deutsch-französischen Grenze (Saarland) entfernt.

## Geschichte
Die Ortschaft gehörte im Mittelalter zum Herzogtum Lothringen.
Hier aufgefundenen Hügelgräber zeugen von Besiedlungen in gallorömischer Zeit. Um 1169 wurde der Ort Alsingen genannt, 1286 Alezenges de leiz Bazonville. Weitere überlieferte  Ortsbezeichnungen sind Anselnigen, Axselingen (1594), Altzing, Alsing (17. Jh.), Alsingen (1633) und Alsing (18. Jh.).
Durch den Frankfurter Frieden vom 10. Mai 1871 kam die Region an das deutsche Reichsland Elsaß-Lothringen, und das Dorf wurde dem Kreis Bolchen im Bezirk Lothringen zugeordnet. Die Dorfbewohner betrieben Getreidebau und Viehzucht.
Nach dem Ersten Weltkrieg musste die Region aufgrund der Bestimmungen des Versailler Vertrags 1919 an Frankreich abgetreten werden. Im Zweiten Weltkrieg war die Region von der deutschen Wehrmacht besetzt.

### Bevölkerungsentwicklung
| Jahr      | 1962 | 1968 | 1975 | 1982 | 1990 | 1999 | 2007 | 2019 |
| Einwohner | 356  | 364  | 336  | 339  | 400  | 399  | 453  | 389  |

## Sehenswürdigkeiten
- Kapelle St. Joseph, 1934 eingeweiht
- Turm der früheren Kapelle St. Joseph aus dem Jahr 1737 (ehemaliger Beffroi)

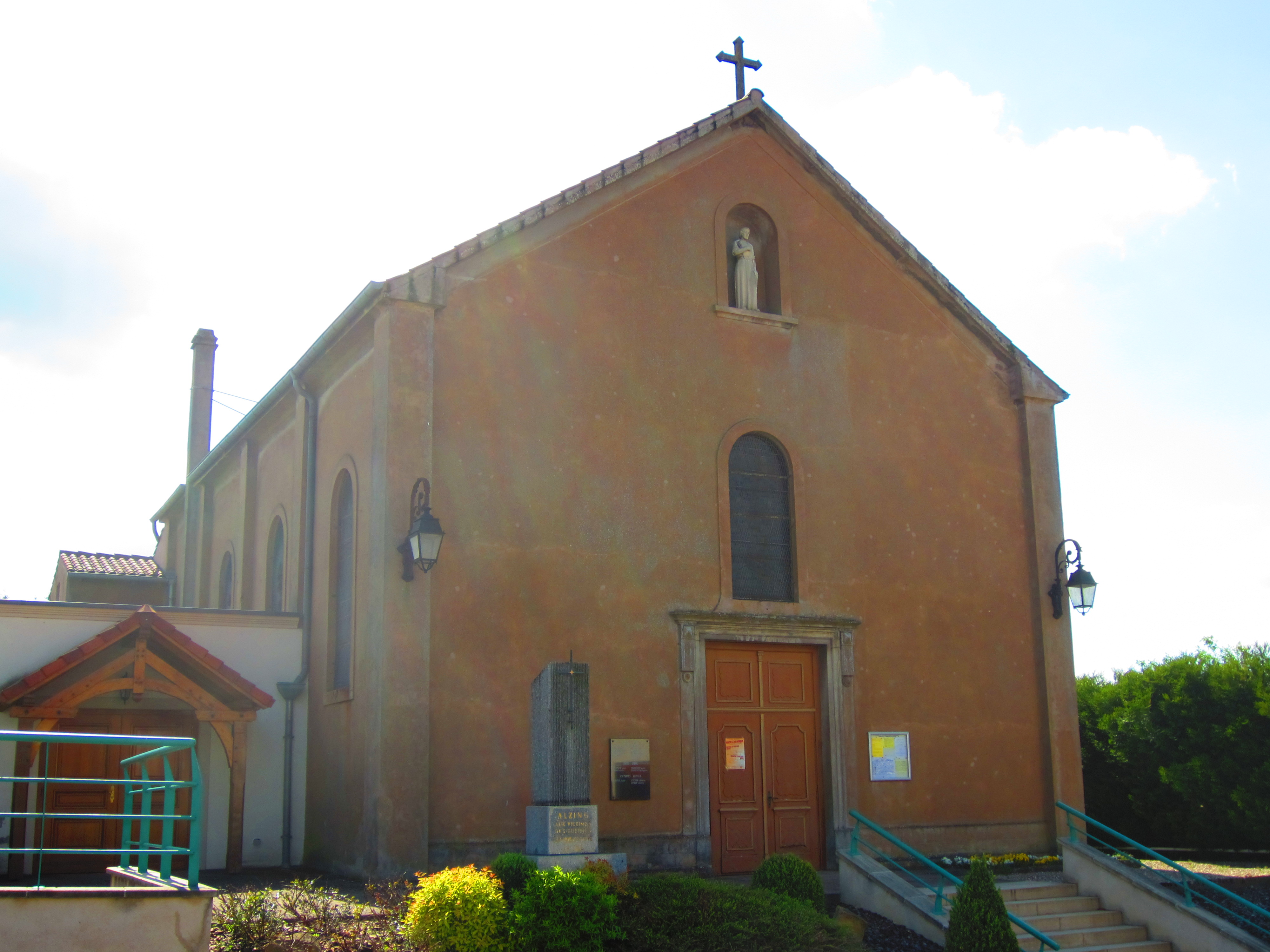
Kapelle St. Joseph
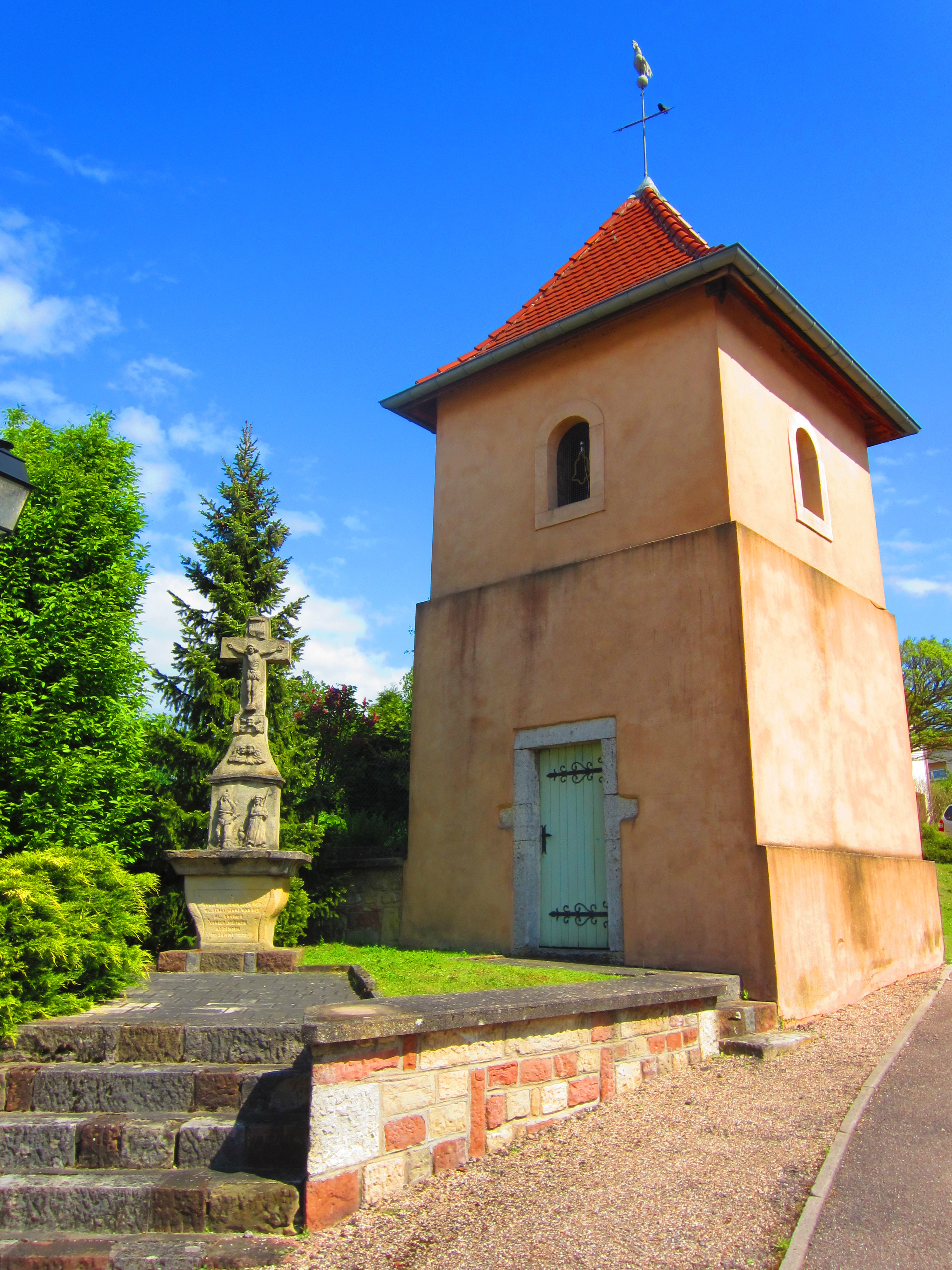
Turm der früheren Kapelle St. Joseph